# Di Goldene Pawe
Di Goldene Pawe (Jiddisch: די גאָלדענע פּאַװע) is een literair tijdschrift dat wordt uitgegeven door de Stichting Jiddisj te Amsterdam. Het blad is gewijd aan de Jiddische taal en literatuur en verschijnt halfjaarlijks in het Jiddisch en Nederlands.
Van 2000 tot en met 2023 verscheen in Amsterdam het door diezelfde stichting uitgegeven blad Grine Medine, tot 2017 als kwartaalschrift onder hoofdredactie van Willy Brill en na haar overlijden verder halfjaarlijks tot 2023 onder redactie van Fred Borensztajn, dr. Hilde Pach, Justus van de Kamp, Bennie Mouwes en dr. Ariane Zwiers. Na een redactiewissel maakte het blad vanaf juni 2024 een doorstart met een nieuwe naam en een sterkere nadruk op de hedendaagse Jiddische literatuur.
Op de website van de Stichting Jiddisj worden uit elk nummer enige fragmenten gepubliceerd, zowel schriftelijk als in de vorm van audio-opnames. De redactie bestaat uit dr. David Omar Cohen (hoofdredacteur), dr. Daniella Zaidman-Mauer, Gloria Fein Makkink en Jan de Vries.